# Ivana Bastos
Ivana Teixeira Bastos  (Caetité, 24 de dezembro de 1964), mais conhecida como Ivana Bastos, é uma administradora e política brasileira filiada ao Partido Social Democrático. Está no exercício de seu quarto mandato de Deputada Estadual pela Bahia e é a atual presidente da Assembleia Legislativa.

## Biografia
Oriunda de uma família de políticos do Sudoeste da Bahia em que ela é neta de José de Castro "Juca" Bastos, ex-prefeito do município de Guanambi, e sobrinha do ex-deputado estadual Vilobaldo Freitas, Ivana Bastos é filha do ex-deputado estadual Fernando Borges Bastos e de Marília Teixeira Bastos, Ivana Bastos estudou o ensino primário no Grupo Escolar Getúlio Vargas, situado em Guanambi, enquanto cursou o ensino médio no Colégio Sacramentinas, em Salvador. Ela se graduou em administração de empresas pela Universidade do Norte do Paraná (UNOPAR), instituição destacada no ensino à distância do Brasil, e diretora da Rádio Alvorada em Guanambi.
Ela ingressou na política institucional quando disputou as eleições de 2010 pelo PMDB e foi eleita deputada estadual para a Assembleia Legislativa da Bahia (AL-BA).
Atualmente exerce seu quarto mandato como deputada estadual pelo estado da Bahia (2010, 2014, 2018, 2022). Foi presidente da União Nacional dos Legisladores e Legislativos Estaduais (Unale), no biênio 2019-2020; 2º vice-presidente da Assembleia Legislativa da Bahia e coordenadora do PSD Mulher no estado da Bahia.
Nas eleições de 2018, foi candidata a deputada estadual pelo PSD e foi eleita com 76.605 votos.

### Presidência da ALBA
No dia 10 de fevereiro de 2025 assumiu a presidência da Assembleia Legislativa da Bahia na condição de primeira vice-presidente após o afastamento do então titular Adolfo Menezes (PSD) por uma liminar  do Ministro do STF, Gilmar Mendes que avalia a legitimidade de seu terceiro mandato na presidência da ALBA, a decisão de Mendes atende a um pedido do único concorrente de Menezes no pleito da mesa diretora, o deputado estadual Hilton Coelho (PSOL), que apontou inconstitucionalidade na eleição do parlamentar.

Em 190 anos de existência da Assembleia Legislativa da Bahia, Ivana Bastos é a primeira mulher a presidir a casa.